# Heliceen

Structuurformule van [6]heliceen

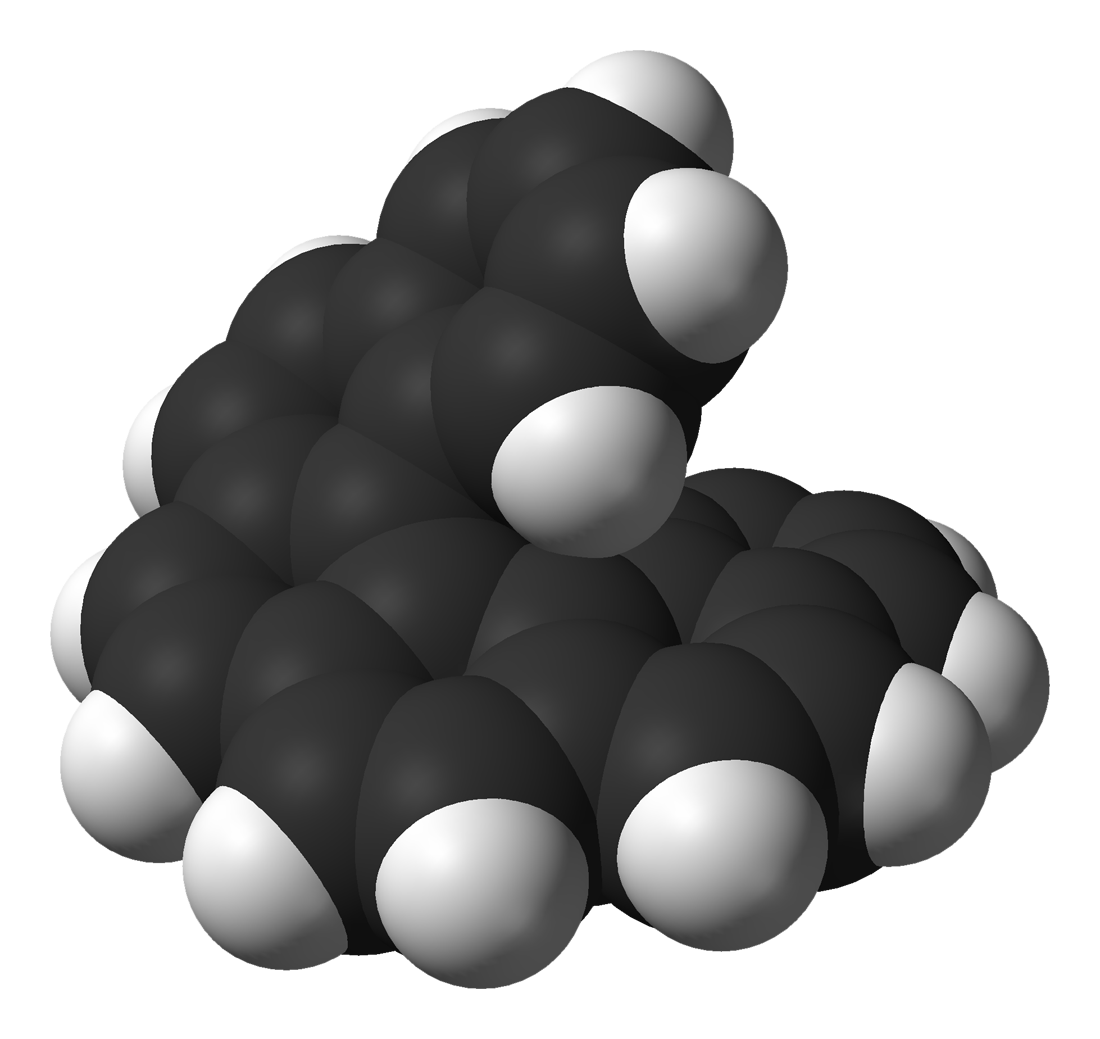
Molecuulmodel van [6]heliceen

Helicenen zijn in de organische chemie verbindingen met in hun molecule ortho-verknoopte benzeenringen. Hiermee vallen deze verbindingen onder de polycyclische aromatische koolwaterstoffen. De verbindingen zijn vernoemd naar de helix die gevormd wordt door met name de verbindingen met 6 en meer ringen. De chemie van deze verbindingen trekt de aandacht door hun unieke combinatie van structurele, spectroscopische en optische eigenschappen.
Helicenes trekken onder andere de aandacht door hun chiraliteit zonder dat aan de standaardvoorwaarde ervoor (vier verschillende groepen aan één koolstofatoom) is voldaan. De chiraliteit van de helicenen berust op het feit dat helices die met de klok mee en tegen de klok in draaien niet met elkaar vereenzelvigd kunnen worden.

## Achtergrond
Het eerste [6]heliceen (ook bekend onder de naam hexaheliceen) werd bereid via een route waarin de twee centrale ringen gevormd werden met behulp van een Friedel-Crafts reactie van carbonzuurderivaten door M. S. Newman en D. Lednicer in 1956. Sindsdien zijn verschillende routes naar de helicenen gevonden. Tegenwoordig is het mogelijk helicenen met verschillende lengte en substituenten te bereiden. De oxidatieve fotocyclisatie van stilbeenderivaten is vaak de sleutelreactie. Het langste tot nu toe gerapporteerde heliceen, [14]heliceen, is in 1975 via deze route bereid.
Een voorbeeld van de synthese van een kleiner heliceen is de meerstapsbereiding van [5]heliceen in een alkeenmetathese van een divinylverbinding (op basis van 1,1'-bi-2-naftol (BINOL) met Grubbs' tweede generatie katalysator:
Polyacenen zijn de lineaire analoga van de helicenen.